# Margarites vorticiferus
Margarites vorticiferus is een slakkensoort uit de familie van de Margaritidae. De wetenschappelijke naam van de soort is voor het eerst geldig gepubliceerd in 1873 door Dall.